# Тарра Уайт
Та́рра Уа́йт (англ. Tarra White, настоящее имя — Ма́ртина Мра́квиова (чеш. Martina Mrakviová); род. 19 ноября 1987, Острава, ЧССР) — чешская порноактриса.

## Биография и карьера
По собственным словам, мать хотела, чтобы Маркета стала врачом.
С мая 2008 года Тарра Уайт является одной из участниц программы «RedNews» на веб-сайте канала TV Nova (программы, где диктор раздевается во время чтения новостей, аналог передачи Голые новости). Она имеет персональный контракт с Private Media Group. За свою карьеру Тарра Уайт снялась более чем в 250 и сама была режиссёром двух десятков фильмов.
Замужем (супруг — итальянец Джорджио, снимает фильмы для взрослых). 17 марта 2014 в Горжовице родила дочь, которую назвала Шарлоттой. В августе 2019 года родила вторую дочь, а спустя два года стала матерью в третий раз (сын).

## Премии и номинации
| Год  | Церемония                         | Категория                               | Работа                                                                                                | Результаты |
| ---- | --------------------------------- | --------------------------------------- | --- | ---------- |
| 2006 | Golden Star (Prague Erotica Show) | Лучшая старлетка                        | | Победа     |
| 2007 | Golden Star                       | Лучшая порноактриса Чешской Республики  | | Победа     |
| 2008 | FICEB Ninfa Award                 | Лучшая актриса второго плана            | Wild Waves                                                                                            | Победа     |
| 2008 | AVN Award                         | Лучшая иностранная исполнительница года | | Номинация  |
| 2009 | Hot d'Or                          | Лучшая европейская исполнительница      | | Победа     |
| 2009 | Hot d'Or                          | Лучшая европейская актриса              | Billionaire                                                                                           | Победа     |
| 2009 | Eroticline Awards                 | Лучшая европейская актриса              | | Победа     |
| 2009 | AVN Award                         | Лучшая иностранная исполнительница года | | Номинация  |
| 2009 | Erotixxx Award                    | Лучшая европейская актриса              | | Победа     |
| 2010 | Erotixxx Award                    | Лучшая международная актриса            | | Победа     |
| 2010 | AVN Award                         | Лучшая сцена с зарубежными актёрами     | Тарра Уайт и Начо Видал — Tarra White: Pornochic 17z                                                  | Номинация  |
| 2010 | AVN Award                         | Зарубежная актриса года                 | | Номинация  |
| 2011 | XBIZ Awards                       | Зарубежная актриса года                 | | Номинация  |
| 2011 | AVN Award                         | Лучшая иностранная исполнительница года | | Номинация  |
| 2012 | AVN Award                         | Лучшая иностранная исполнительница года | | Номинация  |
| 2013 | AVN Award                         | Лучшая иностранная исполнительница года | | Номинация  |
| 2014 | AVN Award                         | Лучшая сцена с зарубежными актёрами     | The Ingenuous c Алексой Даймонд, Анной Полиной, Аниссой Кейт, Энджел Пиаф, Ритой Пич и Майком Анджело | Победа     |